# Gunstar Heroes
 (octobre 2019).
Si vous disposez d'ouvrages ou d'articles de référence ou si vous connaissez des sites web de qualité traitant du thème abordé ici, merci de compléter l'article en donnant les références utiles à sa vérifiabilité et en les liant à la section « Notes et références ».
Gunstar Heroes (ガンスターヒーローズ, Gansutā Hīrōzu) est un jeu vidéo d'action développé par le studio japonais Treasure, sorti en 1993 sur la console Mega Drive. Il a été adapté sur la console portable Game Gear en 1995.
Quelques personnages de l'anime Nadia, le secret de l'eau bleue font une apparition dans le jeu : Hanson, Sanson et Grandis (et son tank Glatank).
Le jeu a donné suite à Gunstar Future Heroes en 2005.

## Système de jeu
Gunstar Heroes est un shoot and jump, un sous-genre du shoot them up qui mêle la progression du jeu de plates-formes à des phases de tir frénétiques. Le jeu propose un mode deux joueurs en coopération.

## Équipe de développement
- Programmeur principal : Yoshiyuki Matsumoto (Yaiman)
- Programmation des ennemis : 1993, Hideyuki Suganami (Nami)
- Création des personnages : Tetsuhiko Kikuchi (Han)
- Décors : Hiroshi Iuchi (Iuchi 6)
- Musique : Norio Hanzawa (N. Hanzawa)
- Son : Satoshi Murata (S. Murata)
- Superviseur : Masato Maegawa (M. Maegawa)

## Adaptations
Gunstar Heroes est apparu sur la borne d'arcade Sega Mega Play en 1993 et a été adapté sur la console portable Game Gear le 24 mars 1995 au Japon. Le jeu est plus tard réédité sur PlayStation 2 (2006) dans la gamme Sega Ages ainsi qu'en téléchargement sur Wii (2006), PlayStation 3 et Xbox 360 (2009). Ces deux dernières versions incluent un mode de jeu en ligne. Gunstar Heroes sera réédité sur Nintendo 3DS dans la série 3D Classics en 2015, avec l'ajout de nouveaux modes de jeu ainsi que la fonction de 3D autostéréoscopique. La version Game Gear a été réédité sur la Game Gear micro avec un colori bleu (2020).

## La série
- Gunstar Heroes
- Gunstar Future Heroes (2005, Game Boy Advance)